# Eurycrates
Eurycrates hay Eurykrates (Tiếng Hy Lạp: Εὐρυκράτης) là một vị Quốc vương của thành bang Sparta thành Hy Lạp cổ đại, là một trong những vị vua của nhà Agis, ông kế tục vua cha Polydorus và được kế thừa bởi vua con Anaxander.  Ông trị vì từ năm 665 cho đến năm 640 trước Công Nguyên.